# Неро (Палермо)
Неро је насеље у Италији у округу Палермо, региону Сицилија.
Према процени из 2011. у насељу је живело 83 становника. Насеље се налази на надморској висини од 769 м.